# SV Большой Медведицы
SV Большой Медведицы (лат. SV Ursae Majoris), HD 237929 — одиночная переменная звезда в созвездии Большой Медведицы на расстоянии (вычисленном из значения параллакса) приблизительно 10942 световых лет (около 3355 парсеков) от Солнца. Видимая звёздная величина звезды — от +10,6m до +9,1m.

## Характеристики
SV Большой Медведицы — жёлтый или оранжевый сверхгигант, пульсирующая полуправильная переменная звезда типа SRD (SRD) спектрального класса G1Ibe-K3Iap или G2e-G8.